# Trigonoorda
Trigonoorda is een geslacht van vlinders uit de familie van de grasmotten (Crambidae), uit de onderfamilie van de Odontiinae. De wetenschappelijke naam van dit geslacht is voor het eerst voorgesteld door Eugene Gordon Munroe in een publicatie uit 1974.

## Soorten
- Trigonoorda gavisalis (Walker, 1869)
- Trigonoorda iebelealis Munroe, 1974
- Trigonoorda psarochroa (Turner, 1908)
- Trigonoorda rhodea (Lower, 1905)
- Trigonoorda rhodopa (Turner, 1908)
- Trigonoorda triangularis Munroe, 1974
- Trigonoorda trygoda (Meyrick, 1897)